# マールワー・スルターン朝

マールワー・スルターン朝
مالوہ سلطنت

マールワー・スルターン朝（マールワー・スルターンちょう、ペルシア語: مالوہ سلطنت）は、インドのマールワー地方に存在したイスラーム王朝（1401年 - 1531年）。マールワー王国とも呼ばれる。首都はダール、マーンドゥー。

## 歴史

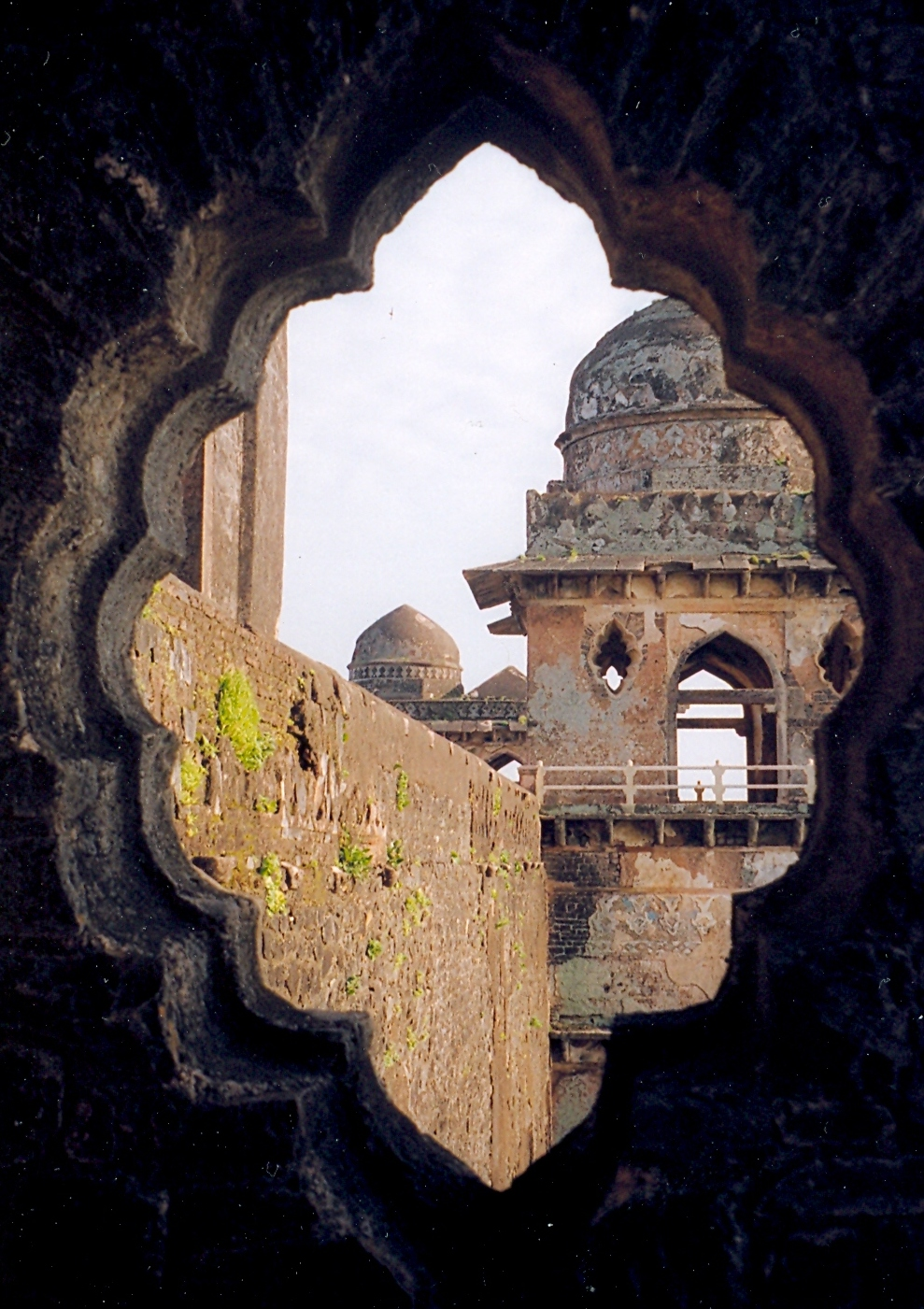
ジャハーズ・マハル

### ゴール朝
1398年、デリー・スルターン朝のトゥグルク朝末期、ティムールの北インド侵略によりデリーでは100000人が虐殺され、トゥグルク朝の権威は地に落ちた。
その後、マールワー総督ディラーワル・ハーン・ゴーリーは独立の動きを見せ、1401年にトゥグルク朝への忠誠と納税を拒否し、マールワー・スルターン朝を創始した。
1405年、創始者ディラーワル・ハーンは治世4年で死亡し、その息子フーシャング・シャーが新たな王となった。
フーシャング・シャーはその治世、ヴィンディヤ山脈あった首都マーンドゥーに全長40キロメートルにわたる巨大な城壁を築き、ダールからここに首都を移した。その治世、宗教的寛容策がとられ、この時代に建てられたラリトプル寺院の碑文からはヒンドゥー寺院の建設に制限が掛けられたことはなかったという。
しかし、1435年にフーシャング・シャーが死ぬと、1436年にその息子ムハンマド・シャーは宰相マフムード・ハーン・ハルジーに殺害され、ゴール朝は滅亡した。

### ハルジー朝
1436年、宰相マフムード・ハーンは最後の王ムハンマド・シャーを殺害してゴール朝を滅ぼし、新たにハルジー朝を創始した。この王朝の名は創始者がハルジー族出身だったことに由来する。
マフムード・シャーはデリーのサイイド朝の政治に介入し、グジャラート・スルターン朝とその治世を通して戦い続けた。また、デカンのバフマニー朝、オリッサのガジャパティ朝、ゴンドワナの諸国とも戦った。
しかし、その死後、マールワー・スルターン朝の勢力は徐々に衰退し、1531年にグジャラート・スルターン朝に首都マーンドゥーを落とされて滅亡した。

## 歴代君主

### ゴール朝
- ディラーワル・ハーン（在位：1401年 - 1406年）
- フーシャング・シャー（在位：1406年 - 1435年）
- ムハンマド・シャー（在位：1435年 - 1436年）

### ハルジー朝
- マフムード・シャー1世（在位：1436年 - 1469年）
- ギヤースッディーン・シャー（在位：1469年 - 1500年）
- ナーシルッディーン・シャー（在位：1500年 - 1510年）
- マフムード・シャー2世（在位：1510年 - 1531年）